# Bielinek bryonie
Bielinek bryonie (Pieris bryoniae) – gatunek motyla dziennego z rodziny bielinkowatych (Pieridae).

## Wygląd
Skrzydła o rozpiętości 41–45 mm. Wyraźnie zaznaczony dymorfizm płciowy. Samce bardzo podobne do samców bielinka bytomkowca. Wierz skrzydeł samic szaro lub brunatno przyciemniony.

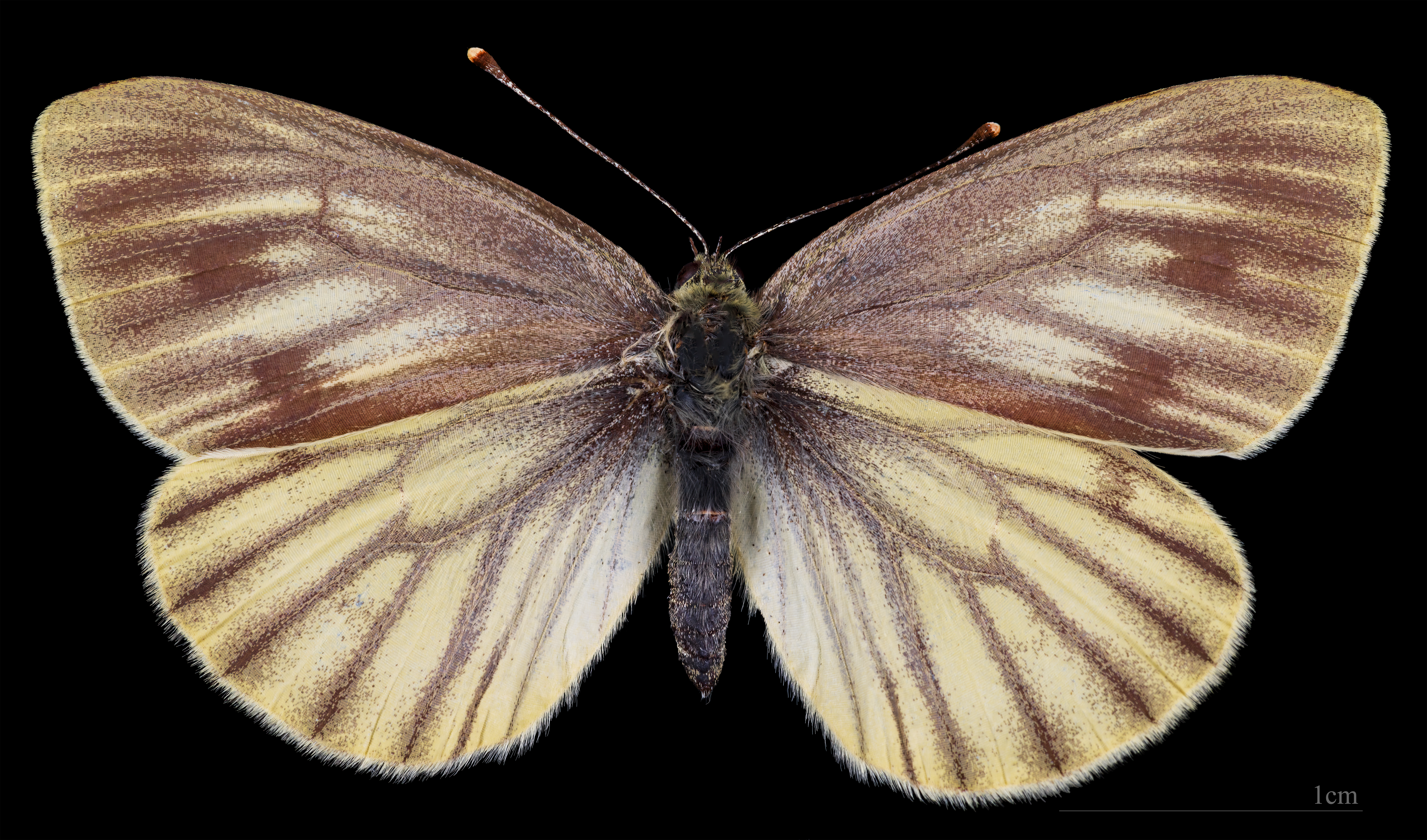
♀
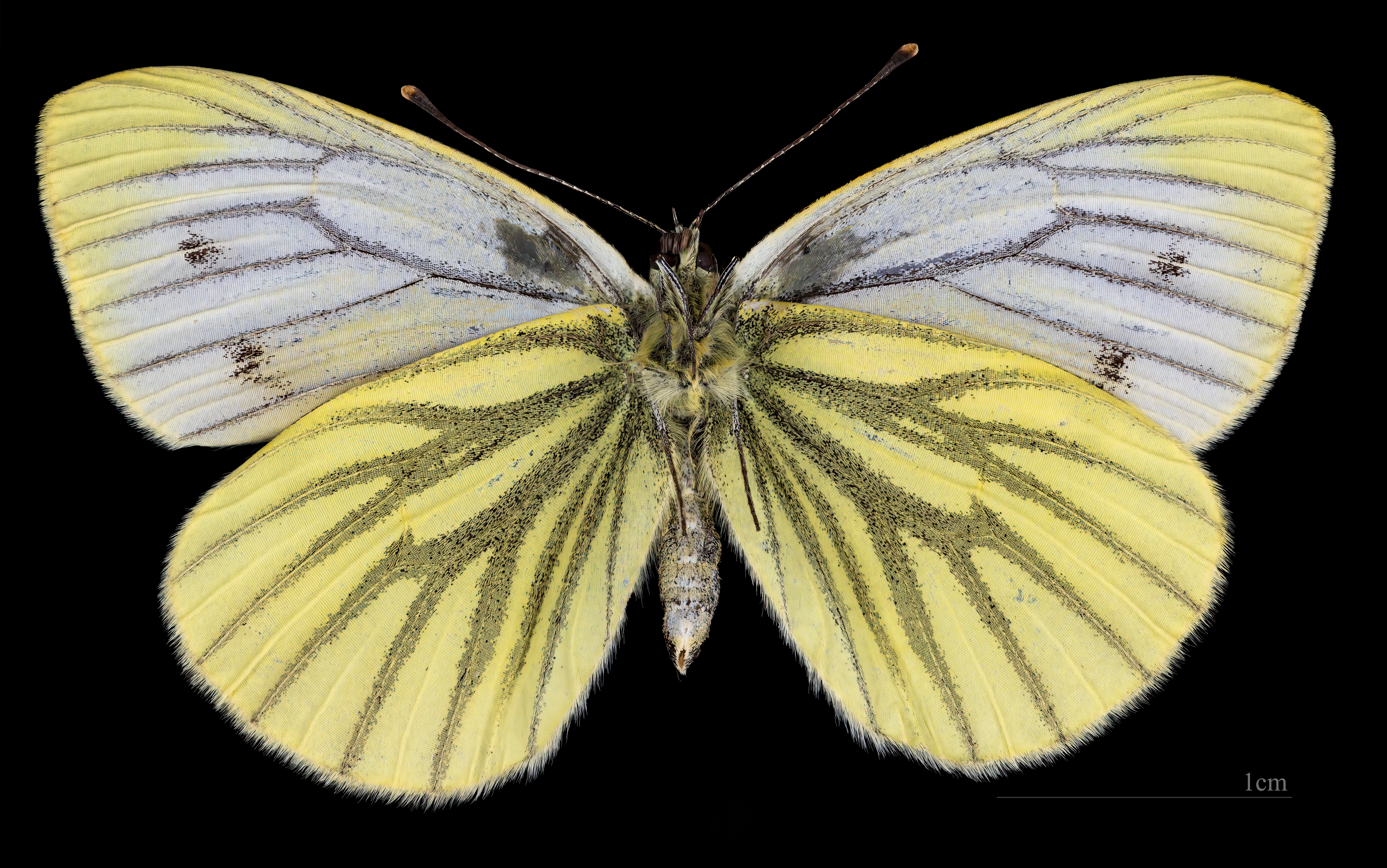
♀ △

## Rośliny żywicielskie gąsienic
Żywiec cebulkowy (Dentaria bulbifera), miesięcznica trwała (Lunaria rediviva), pleszczotka górska (Biscutella leavigata).

## Występowanie
Zachodnia Palearktyka. W Polsce w Tatrach, Bieszczadach i Beskidzie Niskim; gatunek rzadki. 

## Okres lotu
W Tatrach jedno pokolenie – od połowy kwietnia do końca lipca. Na pozostałych obszarach dwa pokolenia – pierwsze w maju i czerwcu, drugie od lipca do początku września. Zimuje w stadium poczwarki.